# Aphyosemion heinemanni
Aphyosemion heinemanni är en fiskart som beskrevs av Berkenkamp, 1983. Aphyosemion heinemanni ingår i släktet Aphyosemion och familjen Nothobranchiidae. IUCN kategoriserar arten globalt som otillräckligt studerad. Inga underarter finns listade i Catalogue of Life.